# Raúl de Loredo Juárez
Raúl de Loredo Juárez   (Buenos Aires, 1891 - Tortosa, 11 de maig de 1927) fou un futbolista argentí de la dècada de 1910. Era fill del militar argentí Luis de Loredo i cunyat de Manuel Nicolau, primer president del CD Tortosa.
La seva posició al camp era la d'interior o davanter centre. Va jugar al FC Barcelona entre 1917 i 1919, any en què fitxà pel RCD Espanyol. El dia de Nadal de 1922 va patir una fractura en el braç esquerre en un partit amistós davant el VfR Mannheim i ja no va tornar a jugar, acabant d'aquesta manera la seva carrera futbolística.
També fou directiu de l'Espanyol.
Fou objecte d'un partit d'homenatge el 16 de març de 1924, on s'enfrontaren la selecció catalana i el RCD Espanyol.